# Minnesota United
Der Minnesota United Football Club, im deutschsprachigen Raum bekannt als Minnesota United, ist ein Franchise der Profifußball-Liga Major League Soccer (MLS) aus der Metropolregion Minneapolis–Saint Paul. Die Mannschaft spielt in der Saison 2017 erstmals in der Major League Soccer und trägt seine Heimspiele im Allianz Field in Saint Paul aus. Der Sitz des Franchise liegt in Golden Valley, Minnesota.
Das im Januar 2010 gegründete Franchise war seit 2011 Mitglied der North American Soccer League. Zuvor spielte das Franchise in der nur kurzlebigen USSF D2 Pro League, einer ebenfalls 2010 gegründeten zweitklassigen US-amerikanischen Profiliga. Seit der Saison 2017 geht das Franchise in der Major League Soccer an den Start.

## Geschichte

### D2 Pro League

Logo des Minnesota Stars FC (2010–2012)

Nachdem das traditionelle Fußball-Franchise Minnesota Thunder nach der Beendigung der Saison 2009 aufgelöst worden war, beschloss man Anfang des Jahres 2010 ein neues Team aus der Region um Minneapolis ins Rennen zu schicken. Anfang Februar 2010 wurde schließlich mit Minnesota Stars FC ein passender Name für das Fußballteam gefunden. Der Name Stars geht auf den Spitznamen des US-Bundesstaates Minnesota North Star State bzw.  L'Étoile du Nord (zu dt. etwa Der Stern des Nordens) zurück.
Nachdem der Klub nach Bekanntgabe des offiziellen Teamnamens zehn Wochen Zeit hatte einen Trainer zu stellen, wurde nach nur wenigen Tagen in Form des langjährigen Fußballprofis und dreifachen Nationalspielers Manny Lagos ein Cheftrainer für die Stars gefunden, der noch dazu als Sportdirektor von Minnesota Thunder die nötige Erfahrung im Fußball von Minnesota mitbrachte. Noch vor dem offiziellen Saisonstart konnten die Anhänger die Dress ihres Teams über ein Internetvoting bestimmen und hatten dabei eine Auswahl von fünf verschiedenen Trikots. Am 12. Februar 2010 wurde schließlich mit dem Liberianer Johnny Menyongar, der erste Spieler in den Minnesota-Kader aufgenommen, der Offensivspieler erhielt bei seinem neuen Verein einen Einjahresvertrag sowie die Rückennummer 10.
Da das Franchise nach der Bekanntgabe des Trainers weitere acht Wochen Zeit hatte eine Mannschaft aufzustellen, folgten in den kommenden Tagen und Wochen eine Reihe weiterer Spieler in den erweiterten Kader der Stars. Anfang März 2010 folgten der langjährige englische Jugendfußballtrainer Carl Craig, der bereits seit 1994 in den USA arbeitet, sowie der Defensivakteur Kevin Friedland, der als Spielertrainer beim Verein engagiert ist, an Lagos Seite auf der Trainerbank der Stars. Nachdem das Franchise mit insgesamt 35 Spielern das Traingscamp vor der Saison 2010 begonnen hatte, schaffte es nur ein paar Spieler in den finalen Kader der Stars.
Am 10. April 2010 absolvierten die Stars ihr erstes Profiligaspiel in der neugegründeten temporären USSF Division 2 Professional League, kurz USSF D2 Pro League. Das Auswärtsspiel gegen die Vancouver Whitecaps wurde dabei mit 0:2 verloren. Nur eine knappe Woche nach der 2:0-Auswärtsniederlage bei den Nachbarn aus Kanada gewannen die Stars am 16. April 2010 ihr erstes Pflichtspiel. Beim 1:0-Auswärtssieg über die Carolina RailHawks erzielte der US-amerikanisch-schwedische Daniel Wasson den ersten Pflichtspieltreffer in der Geschichte des Franchises. In der ersten Saison konnte sich die Mannschaft mit einem 4. Platz in der Regular Season für die Play-offs qualifizieren. Dort schied sie im Viertelfinale aus.

### NASL
Zur Saison 2011 wechselte das Franchise in die North American Soccer League. Mit einem sechsten Platz in der Regular Season erreichte die Mannschaft die Play-offs. Dort schafften es die Stars bis ins Finale. Nach einem Sieg und einem Unentschieden gegen die Fort Lauderdale Strikers, wurde die Mannschaft aus Minnesota zum ersten NASL-Sieger gekürt.
In der Saison 2012 erreichten die Stars den 6. Platz. In den Playoffs kam sie ins Finale, mussten sich dort aber den Tampa Bay Rowdies geschlagen geben und verpassten somit die Titelverteidigung.
Am 5. März 2013 gab das Franchise bekannt, dass es ab der Saison 2013 Minnesota United FC heißen wird. United erreichte in der Spring Saison 2013 einen sechsten Platz. In der Fall Saison wurden sie Vierter und konnten sich damit nicht für die Play-offs qualifizieren. Die Saison 2014 startete erfolgreicher. Im Frühling erreichte man den ersten Platz. Somit steht die Teilnahme an den Play-offs schon fest. In den Play-offs nach der Fall Season erreichte die Mannschaft das Halbfinale, wo man im Elfmeterschießen gegen die Fort Lauderdale Strikers unterlag. Auch in der Saison erreichte man das Halbfinale der Play-offs und musste sich wiederum geschlagen geben, diesmal gegen Ottawa Fury.
Zur Saison 2016 wechselte Manny Lagos auf die Position des Sportdirektors. Trainer wurde der bisherige Assistent Carl Craig.

### MLS
Am 25. März 2015 gab der MLS-Commissioner Don Garber bekannt, dass Minnesota United als 23. Franchise in die MLS aufgenommen wird. Die Rechte an dem Franchise erhielt eine Gruppe von Investoren unter Leitung von William W. McGuire. Dieser ist auch gleichzeitig Besitzer des NASL-Teams Minnesota United FC, welches er 2012 der NASL abkaufte. Damit konnte sich diese Gruppe gegen die Eigentümer der NFL-Mannschaft Minnesota Vikings durchsetzen, die ebenfalls ein Franchise aus Minneapolis für die MLS anstrebten. Garber gab weiterhin bekannt, das United entweder 2017 oder 2018 in den Ligabetrieb aufnehmen wird. Dieses hängt von einem möglichen Eintritt eines weiteren neuen Franchises aus Los Angeles ab. Am 19. August 2016 wurde bekannt, dass Minnesota United ab der Saison 2017 an der MLS teilnimmt.
Am 3. März 2017 gab Minnesota United sein Debüt in der Major League Soccer. Das Spiel gegen die Portland Timbers endete mit einer 5:1-Niederlage. Das einzige Tor, und damit das erste in der MLS Geschichte des Franchises, erzielte Christian Ramirez.

## Farben und Wappen
Das Farbschema des Wappens ist grau und hellblau. Die graue Farbe steht für das Eisenvorkommen im Norden von Minnesota. Die blaue Farbe ist ein Symbol für den Mississippi River. Außerdem steht das Wappen für die beiden Städte Minneapolis und Saint Paul. Oben links befindet sich Sternsymbol, welches den Nordstern symbolisiert. Auf dem Wappen ist ein Eistaucher abgebildet, welcher der Nationalvogel von Minnesota ist.

## Stadion
- TCF Bank Stadium; Minneapolis, Minnesota (2017–2018)
- Allianz Field; Saint Paul, Minnesota (seit 2019)

Minnesota United trug bis 2016 seine Heimspiele im National Sports Center, dessen Hauptstadion eine Kapazität von 12.000 Plätzen aufweist, in Blaine, 18 Meilen nördlich von Minneapolis, aus. Im 1990 eröffneten Sportcenter absolvierten unter anderem die US-amerikanische Fußballnationalmannschaft der Frauen sowie einige US-amerikanische Jugendnationalteams einen Teil ihrer Heimspiele. Einen Zuschauerrekord gab es im Jahre 2001, als sich 15.615 Menschen den 1:0-Sieg des US-amerikanischen Frauennationalteams über das Damennationalteam Kanadas ansahen. Von 1990 bis 2003 sowie von März 2008 bis Ende 2009 (bis zu der Auflösung des Franchises) war das Stadion Heimstätte von USL-1-Verein Minnesota Thunder. Auch im Hubert H. Humphrey Metrodome in Minneapolis wurden Spiele in der Saison 2013 ausgetragen.
Zunächst wird das Team ab 2017 vorübergehend das TCF Bank Stadium der University of Minnesota in Minneapolis als Heimspielstätte nutzen.
Das Allianz Field mit 19.916 Plätzen für 150 Mio. US-Dollar ist in Planung und soll 2019 fertiggestellt werden. Am 12. Dezember 2016 wurde der erste Spatenstich gefeiert. Der Bau soll im Frühling 2017 beginnen.

## Eigentümer
Die Rechte an dem MLS-Franchise hält eine Eigentümergruppe. Vorsitzender ist William W. McGuire. Weitere Mitglieder sind Jim Pohlad, Besitzer der Minnesota Twins, Glen Taylor, Besitzer der Minnesota Timberwolves, Glen Nelson, ehemaliger Investor von Minnesota Wild und seine Tochter, Wendy Carlson Nelson, Besitzerin der Carlson Companies.

## Fans und Rivalen

### Fangruppierungen
Die eher kleine Fanszene besteht vorwiegend aus übergegangenen Fans des aufgelösten Franchises Minnesota Thunder. Der einzige Fanklub von United sind die Dark Clouds.

### Rivalitäten
Die größte Rivalität bestand zum 2009 gegründeten AC St. Louis aus St. Louis, Missouri. Beide Teams trugen in der ersten Saison den Railway Cup, ein normales Ligaspiel, indem beide Teams aufeinander treffen, aus. Diese Begegnung ist nach der Minneapolis and St. Louis Railway (M&StL) benannt, die in den Jahren 1870 bis 1960 zwischen St. Louis, MO und Minneapolis, MN verkehrte. Während der Saison entstand eine Rivalität zu dem kanadischen Fußballklub FC Edmonton.

## Spieler und Mitarbeiter

### Kader
Stand: 1. Mai 2025
| Nr. |                    | Position | Name                  |
| --- | ------------------ | -------- | --------------------- |
| 1   | Vereinigte Staaten | TW       | Alec Smir             |
| 2   | Vereinigte Staaten | AB       | Devin Padelford       |
| 5   | Argentinien        | AB       | Nicolás Romero        |
| 7   | Korea Sud          | ST       | Jeong Sang-bin        |
| 8   | Honduras           | MF       | Joseph Rosales        |
| 9   | Italien            | ST       | Kelvin Yeboah         |
| 13  | Vereinigte Staaten | AB       | Anthony Markanich jr. |
| 14  | Kanada             | ST       | Tani Oluwaseyi        |
| 15  | Neuseeland         | AB       | Michael Boxall ()     |
| 17  | Finnland           | MF       | Robin Lod             |
| 19  | England            | ST       | Samuel Shashoua       |
| 20  | Vereinigte Staaten | MF       | Wil Trapp             |
| 21  | Sudafrika          | ST       | Bongokuhle Hlongwane  |

| Nr. |                    | Position | Name            |
| --- | ------------------ | -------- | --------------- |
| 22  | Korea Sud          | MF       | Jung Ho-yeon    |
| 23  | Deutschland        | AB       | Morris Duggan   |
| 24  | Vereinigte Staaten | AB       | Kipp Keller     |
| 26  | Argentinien        | MF       | Joaquín Pereyra |
| 27  | Vereinigte Staaten | AB       | DJ Taylor       |
| 28  | Kolumbien          | AB       | Jefferson Díaz  |
| 30  | Frankreich         | MF       | Owen Gene       |
| 31  | Vereinigte Staaten | MF       | Hassani Dotson  |
| 67  | Panama             | MF       | Carlos Harvey   |
| 90  | Togo               | ST       | Loïc Mesanvi    |
| 97  | Kanada             | TW       | Dayne St. Clair |
|     | Vereinigte Staaten | MF       | Julian Gressel  |

### Trainerstab
- Adrian Heath – Trainer
- Ian Fuller – Assistenztrainer
- Mark Watson – Assistenztrainer
- Marius Røvde – Torwarttrainer

- Amos Magee – Director of Player Personnel
- Manny Lagos – Sportdirektor

## Statistiken

### Saisonbilanzen
| Saison | Stufe | Liga                                | Regular Season                  | Play-offs          | Lamar Hunt U.S. Open Cup | CONCACAF Champions League |
| ------ | ----- | ----------------------------------- | ------------------------------- | ------------------ | ------------------------ | ------------------------- |
| 2010   | 2     | USSF Division 2 Professional League | 4. Platz (USL)                  | Viertelfinale      | 2. Runde                 | nicht qualifiziert        |
| 2011   | 2     | North American Soccer League        | 6. Platz                        | Sieger             | nicht qualifiziert       | nicht qualifiziert        |
| 2012   | 2     | North American Soccer League        | 6. Platz                        | Finale             | 4. Runde                 | nicht qualifiziert        |
| 2013   | 2     | North American Soccer League        | Spring: 6. Platz Fall: 4. Platz | nicht qualifiziert | 2. Runde                 | nicht qualifiziert        |
| 2014   | 2     | North American Soccer League        | Spring: 1. Platz Fall: 2. Platz | Halbfinale         | 4. Runde                 | nicht qualifiziert        |
| 2015   | 2     | North American Soccer League        | Spring: 4. Platz Fall: 2. Platz | Halbfinale         | 3. Runde                 | nicht qualifiziert        |
| 2016   | 2     | North American Soccer League        | Spring: 4. Platz Fall: 8. Platz | nicht qualifiziert | 5. Runde                 | nicht qualifiziert        |
| 2017   | 1     | Major League Soccer                 | 9. Platz (West)                 | nicht qualifiziert | 4. Runde                 | nicht qualifiziert        |
| 2018   | 1     | Major League Soccer                 | 10. Platz (West)                | nicht qualifiziert | 5. Runde                 | nicht qualifiziert        |
| 2019   | 1     | Major League Soccer                 | 4. Platz (West)                 | 1. Runde           | Finale                   | nicht qualifiziert        |
| 2020   | 1     | Major League Soccer                 | 4. Platz (West)                 | Halbfinale         | Turnier abgesagt         | nicht qualifiziert        |
| 2021   | 1     | Major League Soccer                 | 5. Platz (West)                 | 1. Runde           | Turnier abgesagt         | nicht qualifiziert        |
| 2022   | 1     | Major League Soccer                 | 6. Platz (West)                 | 1. Runde           | 5. Runde                 | nicht qualifiziert        |
| 2023   | 1     | Major League Soccer                 | 11. Platz (West)                | nicht qualifiziert | 5. Runde                 | nicht qualifiziert        |

1. ↑  Der Wettbewerb beginnt jeweils im Herbst des vorherigen Jahres.